# ایزدگشسپ
ایزدگُشَسپ یا آذرگشسپ که به صورت ایزدگشسب و آذرگشسب هم نوشته شده‌ است، در شاهنامه نام سردارِ بهرام چوبین است که در نبردها همواره و پیوسته به همراه بهرام بود.
ایزدگشسب در شورش بر هرمز و خسرو همپیمان شد و پس از کشته شدن بهرام، مشاور گردیه گردید.
فردوسی از وی اینگونه یاد کرده است:
دگر آنکه نامش بُد ایزدگُشسپ
کز آتش نه برکاشتی در تگ اسپ